# Совет народных комиссаров Белорусской ССР
Совет народных комиссаров БССР (СНК БССР) (бел. Савет Народных Камісараў БССР, СНК БССР) — c 18 декабря 1920 года по 15 марта 1946 года высший исполнительный и распорядительный орган БССР.
Согласно Закону СССР от 15 марта 1946 года и Указу Президиума Верховного Совета БССР от 26 марта того же года СНК БССР преобразован в Совет Министров БССР.

## Председатели Совета народных комиссаров БССР
- Александр Григорьевич Червяков (18 декабря 1920 года — 17 марта 1924 года)
- Иосиф Александрович Адамович (17 марта 1924 года — 7 мая 1927 года)
- Николай Матвеевич Голодед (7 мая 1927 года — 25 мая 1937 года)
- Данила Иванович Волкович (30 мая 1937 года — 7 сентября 1937 года)
- Афанасий Фёдорович Ковалёв (10 сентября 1937 года — 22 июля 1938 года)
- Кузьма Венедиктович Киселёв (28 июля 1938 года — 28 июня 1940 года)
- Иван Семёнович Былинский (28 июня 1940 года — 6 февраля 1944 года)
- Пантелеймон Кондратьевич Пономаренко (7 февраля 1944 года — 15 марта 1946 года)